# Louis Chaudonneret
Louis Mathieu Chaudonneret, né le 09 août 1876 à Dijon et mort le 22 septembre 1954 dans la même ville, est un architecte français qui a bâti essentiellement à Dijon .

## Biographie
Louis Mathieu Chaudonneret est un architecte dijonnais du début du XXe siècle, né à Dijon le 09 août 1876. Il est le fils du tonnelier Nicolas Emile Chaudonneret, deumeurant au n°18 rue de l'arquebuse à Dijon et de Félicité Jeanne Naigeon.  Il est le frère de l'architecte dijonnais Joseph Victor Chaudonneret et l'oncle de l'architecte Paul Chaudonneret. Ils se marie le 9 décembre 1927 à Dijon avec Elizabeth Martinero et est alors domicilié au n°11 de la rue Babeuf (actuelle  rue de la chouette) dans la même ville.

## Œuvres

### Dijon
- Maison de maître de style Art nouveau, située au n°48 rue de Gray, construite en 1908 avec l'architecte parisien Emile Ferrant[3].
- Immeuble à logements de style Art nouveau[4], situé au n°25 rue Jacques-Cellerier, en 1911[5].
- Immeuble à logements de style Art nouveau, situé au n°5 rue Pierre-Fleurot, en 1912[6].
- Entrepôt pour la Société coopérative des agents du PLM, en bordure de la rue des Corroyeurs (n°17), entre 1910 et 1912[7].
- Immeuble à logements, situé aux n°5-7 rue de Talant, en 1913[8].
- Immeuble à logements, situé au n°27 rue Jeannin, en 1923[9].

## Galerie

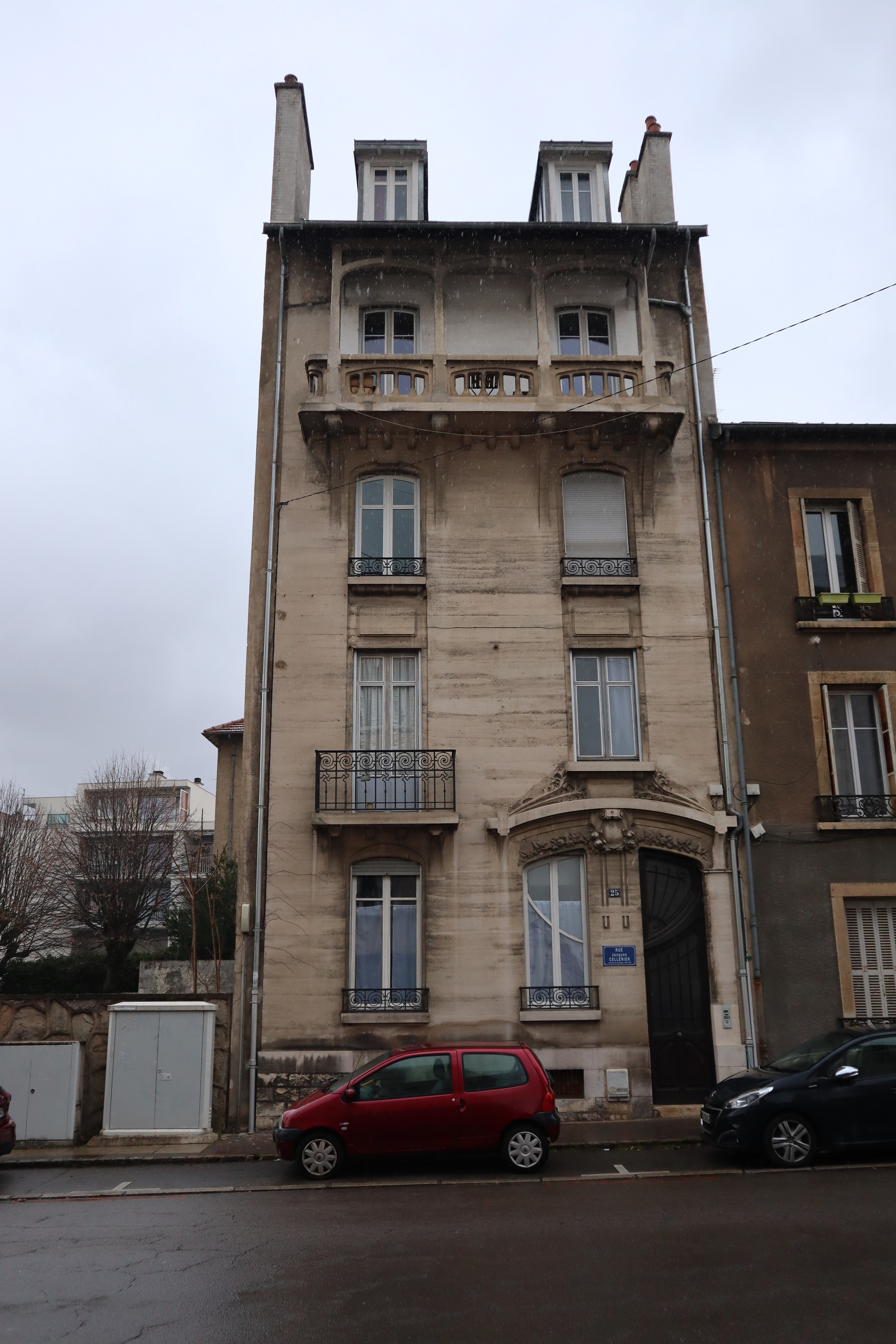
Immeuble du n°25 Rue Jacques Cellerier
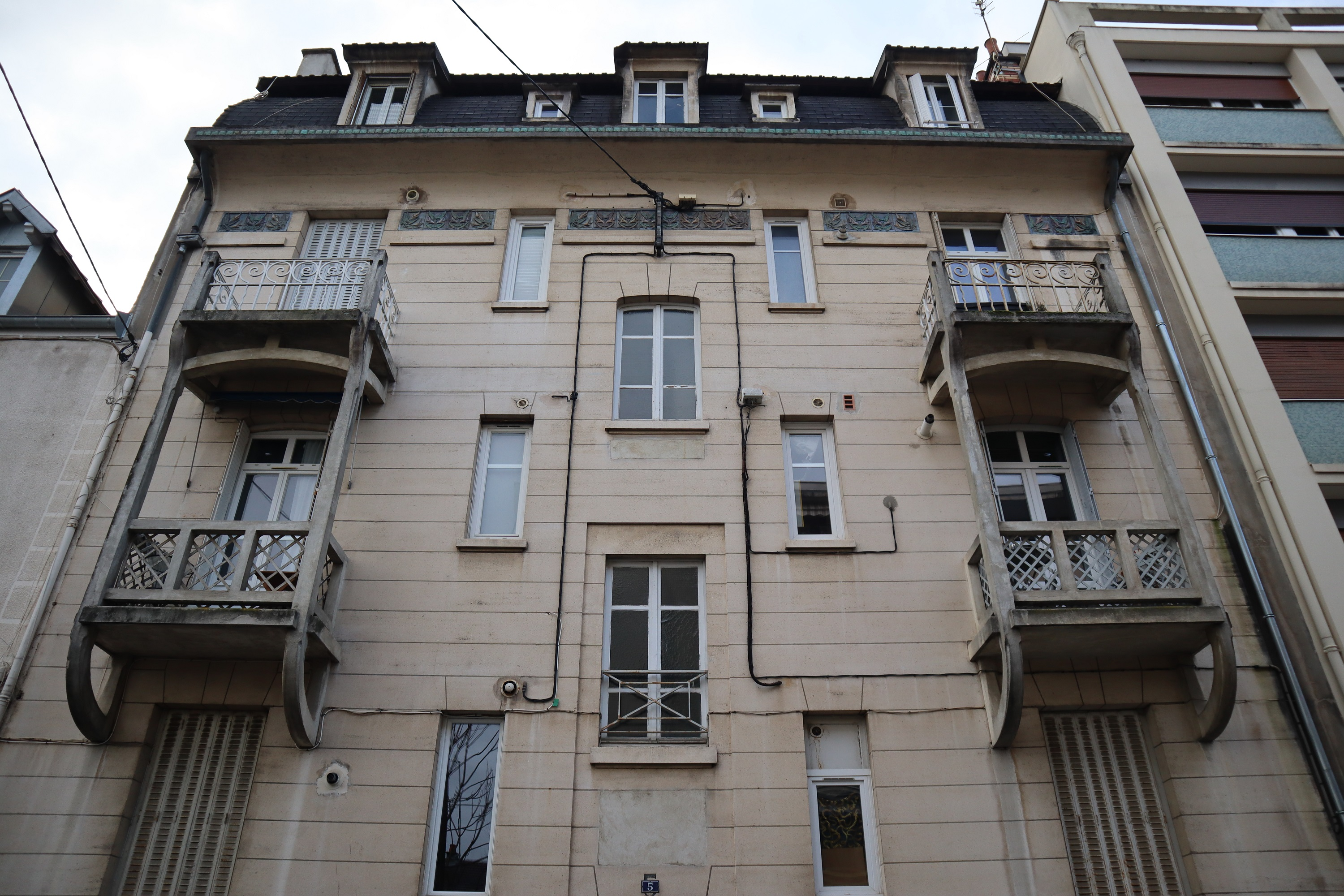
Immeuble du n°5 Rue Pierre Fleurot